# Gmina Kramfors
Gmina Kramfors (szw. Kramfors kommun) – gmina w Szwecji, w regionie Västernorrland, z siedzibą w Kramfors.